# Бражник обліпиховий
Бражник обліпиховий — є різновидом молі в родині Бражникових. Вид був вперше описаний Євгенієм Йоганном Крістофом Еспер у 1789 році.

## Поширення
Він знаходиться в Афганістані, Вірменії, Азербайджані, Китаї, Франції, Грузії, Німеччині, Греції, Ірані, Іраку, Казахстані, Киргизстані, Монголії, Пакистані, Румунії, Сербії та Чорногорії, Іспанії, Швейцарії, Сирії, Таджикистані, Туреччині, Туркменістані, Україні та Узбекистані.

## Опис
Розмах крил - 65–80   мм. Підвид H. h. bienerti блідіший і коричневіший, ніж суміжний підвид. На нижній стороні переднього переднього краю помітна бліда коса серединна лінія. Плями задніх ділянок більш помаранчеві, ніж червоні. 

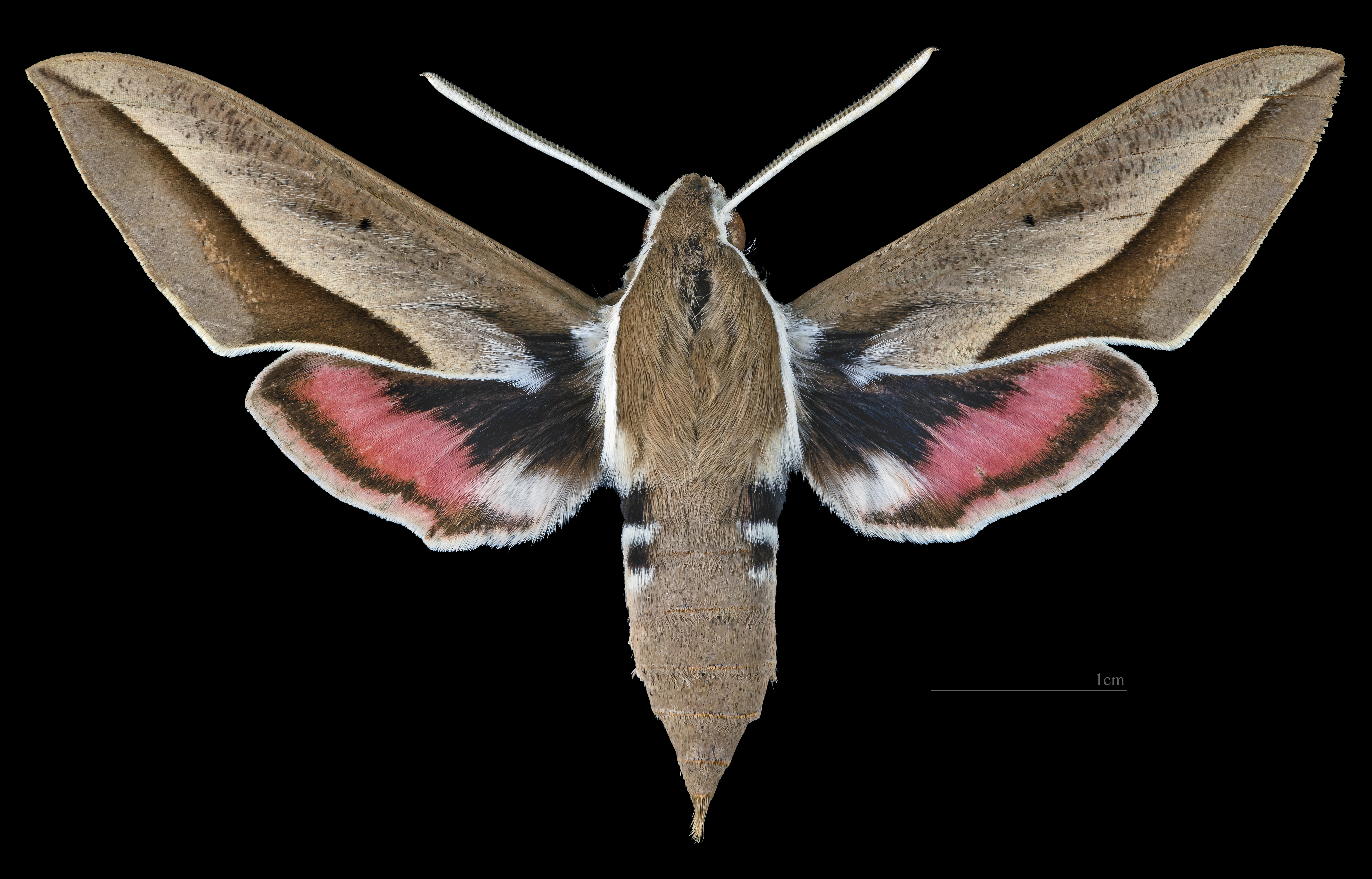
Гіпофаз Hyles ♂
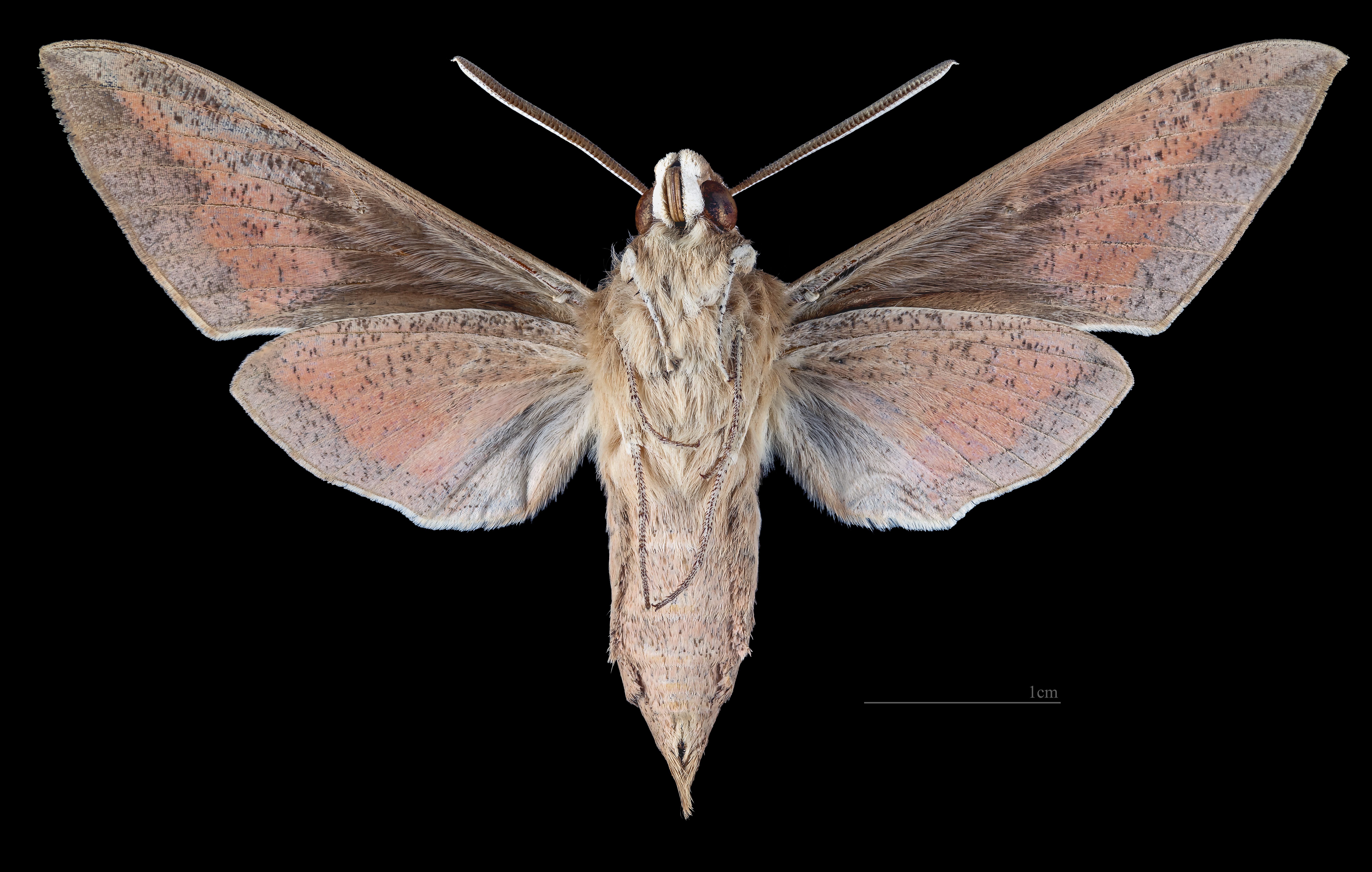
Гіпофаз Hyles ♂ △
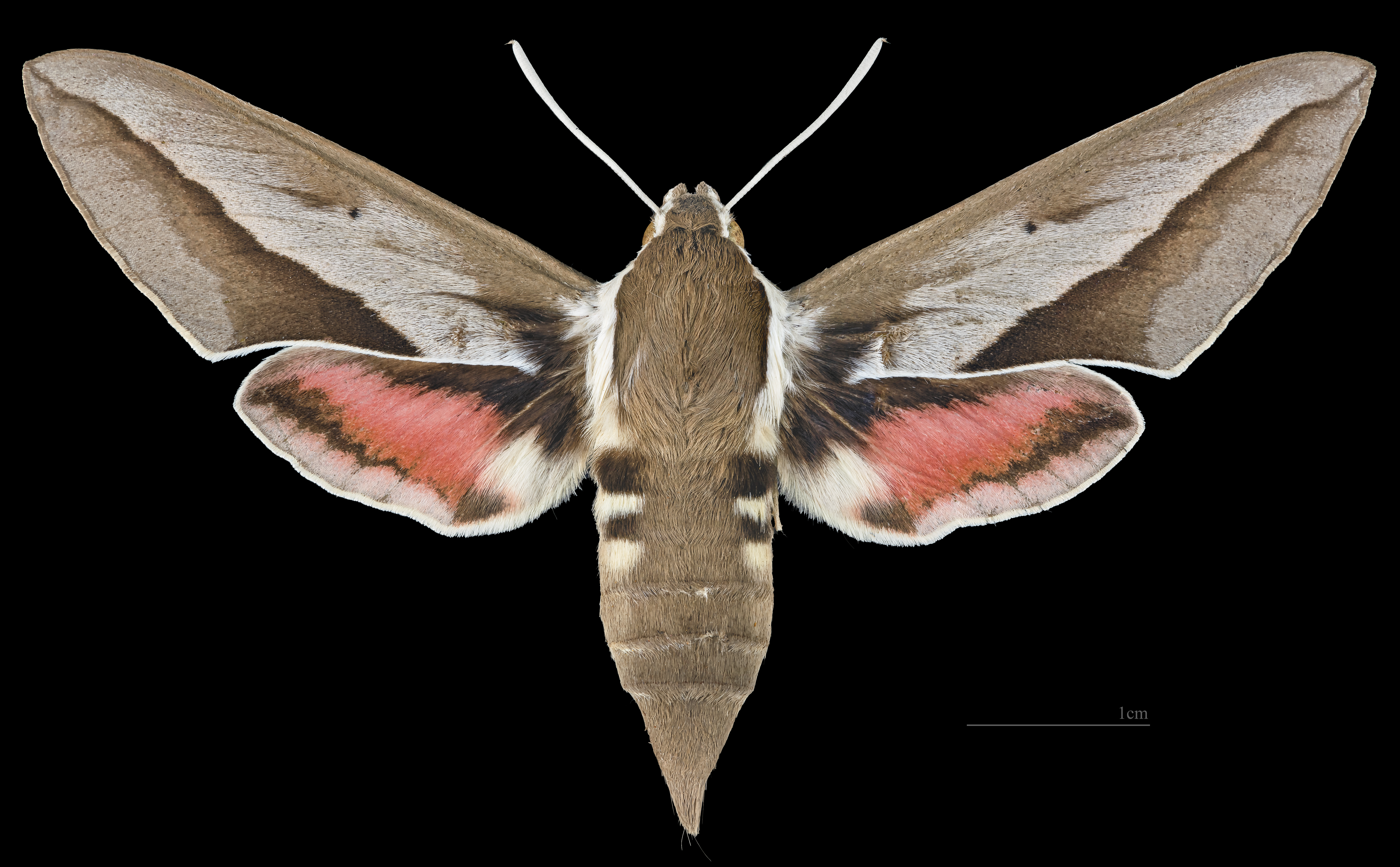
Гіпоподібні хвости Hy
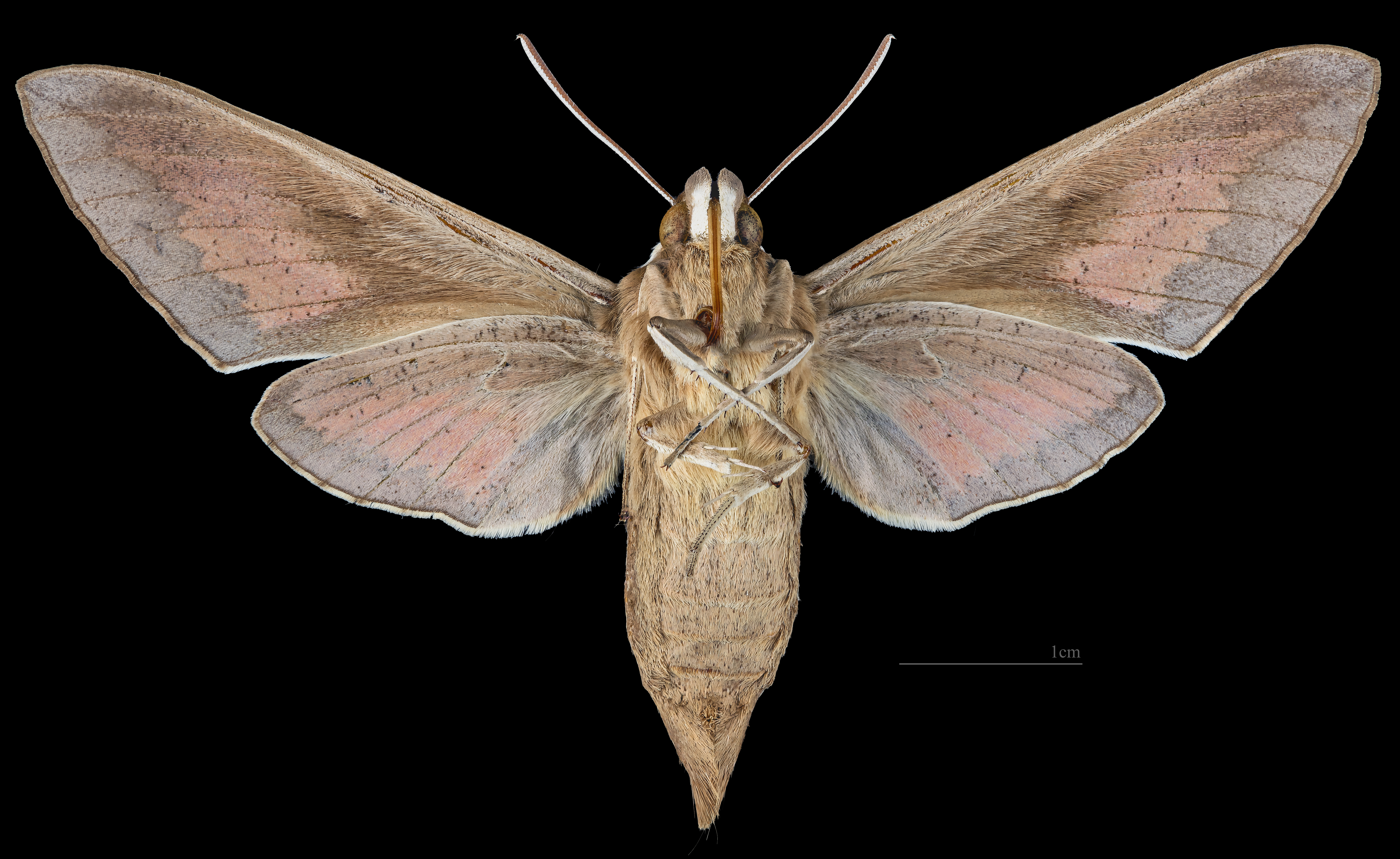
Гіпофаз Hyles ♀ △

## Біологія

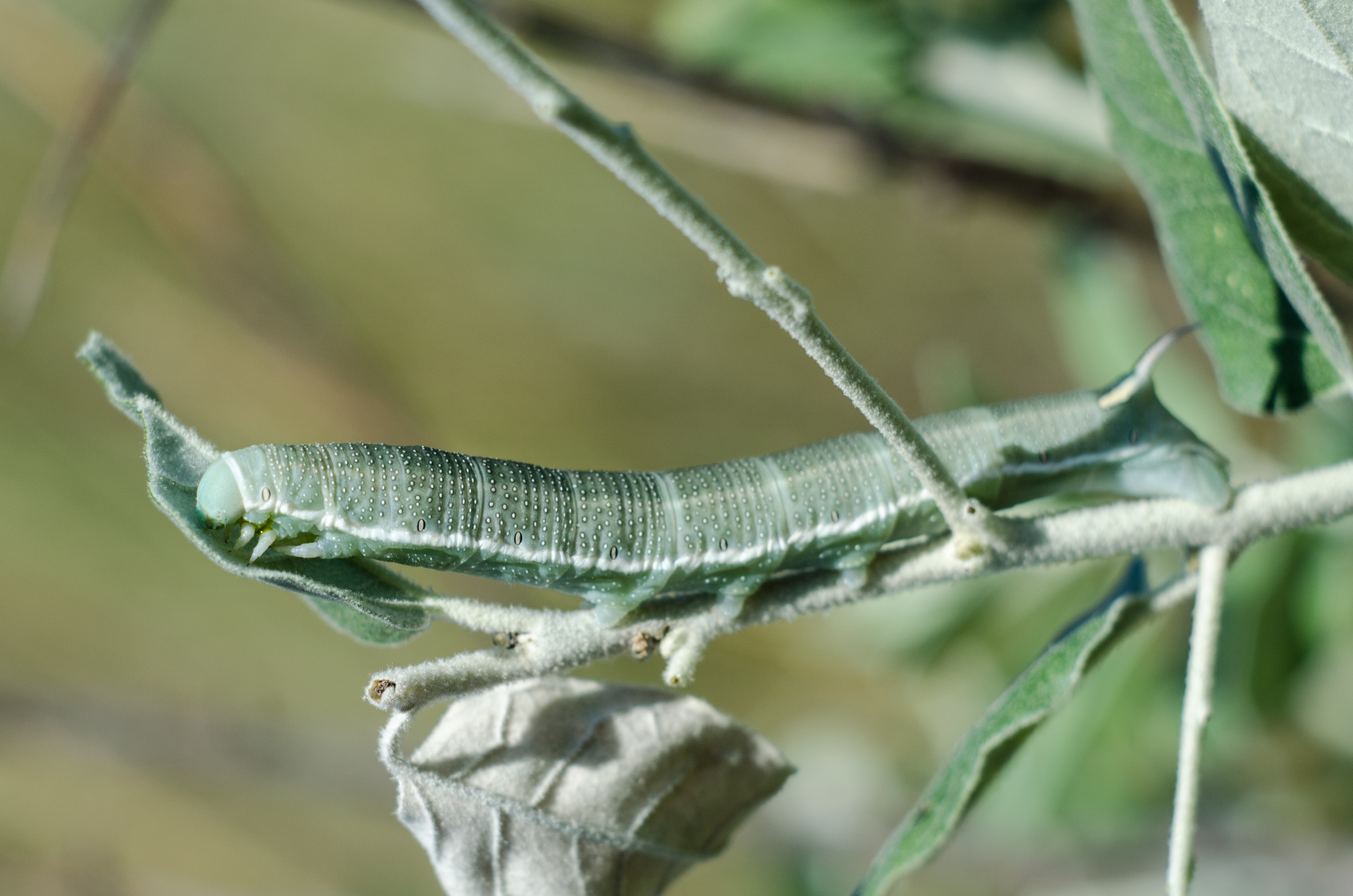
Гусінь обліпихового бражник (Джарилгацький національний природний парк, Україна)

Личинки підвиду H. h. bienerti зафіксовані на Elaeagnus angustifolia та Hippophae rhamnoides в Китаї та Таджикистані.

## Підвид
- Гіпоподібні гіпофази
- Hyles hippophaes bienerti ( Стадінгер , 1874) (від Туреччини, Кавказу та півдня Росії, сходу через Іран, Туркменістан, Узбекистан, Таджикистан, Афганістан до Кашміру та північно-західної Індії, і північний схід через Киргизстан та східний Казахстан до північного Китаю, Монголія, Байкал і Тува в Росії) [1]
- Hyles hippophaes miatleuskii Eitschberger & Saldaitis, 2000 (Казахстан)

## зовнішні посилання
- Сітхорн яструб [Архівовано 23 липня 2020 у Wayback Machine.], Велика Британія
- Фауна Європа [Архівовано 3 березня 2016 у Wayback Machine.]
- Lepiforum e. [Архівовано 9 березня 2020 у Wayback Machine.] V. [Архівовано 9 березня 2020 у Wayback Machine.]